# Саумалколь (озеро, Нуринский район)
Саумалко́ль (каз. Саумалкөл) — бессточное солёное озеро в Нуринском районе Карагандинской области Казахстана. Расположено на высоте 349,4 м над уровнем моря. Площадь — 10,76 км², длина — 4,2 км, ширина — до 3,2 км. Длина береговой линии — 14,4 км. В засушливые годы пересыхает.